# Don't Stop the Music (chanson de Rihanna)
Pour les articles homonymes, voir Don't Stop the Music.
Singles de Rihanna
Hate That I Love You
(2007) Take a Bow
(2008)
Pistes de Good Girl Gone Bad
Push Up On Me Breakin' Dishes
Don't Stop the Music est une chanson dance de la chanteuse Rihanna, issu de son troisième album Good Girl Gone Bad sorti en 2007. Il est en France le second single extrait de l'album alors que dans d'autre pays c'est déjà le troisième, comme au Royaume-Uni où sa sortie fut précédée du titre Shut Up and Drive. À l'origine, il devait également être le troisième single américain, mais finalement la chanson fut uniquement envoyée aux radios et éditée pour être jouée dans les clubs. C'est donc Hate That I Love You en "featuring" avec le chanteur Ne-Yo qui fut choisi à la place. Toutefois, de nombreuses stations de radio, et notamment Z100, une radio new-yorkaise, se mirent à beaucoup diffuser le titre dans le courant du mois de novembre, ce qui décida la maison de disques à sortir la chanson comme quatrième single. Le titre a même réussi une performance rare en se classant directement no 1 du classement Interactivet 9@9 sur la radio Z100.  À noter une reprise par le chanteur de jazz Jamie Cullum sur son album The Pursuit (novembre 2009). Le titre à la fin de son exploitation s'est vendu à 8 millions d'exemplaires.

## Sample
La chanson utilise un échantillonnage de la partition vocale de Wanna Be Startin' Somethin' de Michael Jackson. Il faut préciser que le morceau de Michael Jackson est lui-même inspiré de Soul Makossa du célèbre artiste camerounais Manu Dibango. Michael Jackson avait repris des extraits de la chanson. Un accord amiable fut finalement signé entre lui et Manu Dibango qui avait menacé de porter plainte si une nouvelle utilisation de la sample avait lieu sans son accord. En 2007, Michael Jackson a autorisé Rihanna à l'utiliser. Peu après, Dibango a annoncé avoir officiellement porté plainte contre les maisons de disques de Michael Jackson et de Rihanna, mais il a finalement été débouté par la justice, sa plainte ayant été jugé comme "irrecevable".

## Clip vidéo
Le clip filmé en mai 2007. de Don't Stop the Music a été coréalisé par Taj[Lequel ?] et Rihanna elle-même. Il fut diffusé pour la première fois sur la chaine américaine BET dans l'émission 106 & Park le 20 juillet 2007. Il a été tourné le jour suivant un autre tournage, celui du clip de son single Shut Up and Drive à Prague. Dans la vidéo, elle porte des extensions de cheveux qui lui permettent d'arborer une chevelure plus longue que dans les précédentes vidéos de Umbrella et Shut Up and Drive.

## Reprise
Don't stop the Music a été reprise par Jamie Cullum, jeune jazzman anglais dans son album The Pursuit (novembre 2009). L'artiste avait précédemment repris sur scène Umbrella de Rihanna.
Cette reprise permet une écoute complètement nouvelle du morceau. 

## Formats et liste des pistes
| Europe CD single (06025 1746679 1) UK CD single (0602517621619) 1. "Don't Stop the Music" (Album Version) – 4:27 2. "Don't Stop the Music" (The Wideboys Club Mix) – 6:37 Europe Maxi-CD single (0602517466760) Australie Maxi-CD single (1746676) 1. "Don't Stop the Music" (Album Version) – 4:27 2. "Don't Stop the Music" (The Wideboys Club Mix) – 6:37 3. "Don't Stop the Music" (Instrumental) – 4:18 4. "Don't Stop the Music" (Video) – 3:59 Italie 12" vinyl (TIME 494) Side A 1. "Don't Stop the Music" (Bob Sinclar Club Mix) – 7:48 2. "Don't Stop the Music" (Bob Sinclar Radio Edit) – 3:27 Side B 1. "Don't Stop the Music" (Jody Den Broeder Big Room Mix) – 10:31 2. "Don't Stop the Music" (Album Version) – 4:27 États-Unis Promo CD single (DEFR 16771-2) 1. "Don't Stop the Music" (Album Version) – 4:27 2. "Don't Stop the Music" (Jody Den Broeder Radio Edit) – 4:22 3. "Don't Stop the Music" (The Wideboys Radio Edit) – 3:10 4. "Don't Stop the Music" (Solitaire's More Drama Edit) – 4:08 5. "Don't Stop the Music" (Jody Den Broeder Big Room Mix) – 10:33 6. "Don't Stop the Music" (The Wideboys Club Mix) – 6:39 7. "Don't Stop the Music" (Solitaire's More Drama Remix) – 8:08 8. "Don't Stop the Music" (Jody Den Broeder Big Room Dub) – 8:34 9. "Don't Stop the Music" (The Wideboys Dub Mix) – 6:44 10. "Don't Stop the Music" (Solitaire's More Drama Dub) – 7:38 | Royaume-Uni Promo CD single (DONTSTOPCJ1) 1. "Don't Stop the Music" (Album Version) – 4:27 2. "Don't Stop the Music" (Jody Den Broeder Radio Edit) – 4:22 3. "Don't Stop the Music" (The Wideboys Radio Edit) – 3:10 4. "Don't Stop the Music" (Solitaire's More Drama Edit) – 4:08 5. "Don't Stop the Music" (Jody Den Broeder Big Room Mix) – 10:33 6. "Don't Stop the Music" (The Wideboys Club Mix) – 6:39 7. "Don't Stop the Music" (Solitaire's More Drama Remix) – 8:08 8. "Don't Stop the Music" (Jody Den Broeder Big Room Dub) – 8:34 9. "Don't Stop the Music" (The Wideboys Dub Mix) – 6:44 10. "Don't Stop the Music" (Solitaire's More Drama Dub) – 7:38 Royaume-Uni 2 x 12" promo vinyl (RISTOPVP1) Face A 1. "Don't Stop the Music" (Jody Den Broeder Big Room Mix) – 10:33 Face B 1. "Don't Stop the Music" (Jody Den Broeder Big Room Dub) – 8:34 2. "Don't Stop the Music" (Jody Den Broeder Radio Edit) – 4:22 3. "Don't Stop the Music" (Solitaire's More Drama Edit) – 4:08 Face C 1. "Don't Stop the Music" (Solitaire's More Drama Remix) – 8:08 2. "Don't Stop the Music" (Solitaire's More Drama Dub) – 7:38 Face D 1. "Don't Stop the Music" (The Wideboys Club Mix) – 6:39 2. "Don't Stop the Music" (The Wideboys Dub Mix) – 6:44 3. "Don't Stop the Music" (The Wideboys Radio Edit) – 3:10 Australie Remixes 1. "Don't Stop The Music" (Album Version) – 4:29 2. "Don't Stop The Music" (Jody den Broeder Radio Edit) – 4:22 3. "Don't Stop The Music" (The Wideboys Radio Edit) – 3:11 4. "Don't Stop The Music" (Solitaire's More Drama Edit) – 4:08 5. "Don't Stop The Music" (Jody den Broeder Big Room Mix) – 10:33 6. "Don't Stop The Music" (The Wideboys Club Mix) – 6:39 7. "Don't Stop The Music" (Solitaire's More Drama Remix) – 8:08 8. "Don't Stop The Music" (Jody den Broeder Big Room Dub) – 8:34 9. "Don't Stop The Music" (The Wideboys Dub Mix) – 6:44 10. "Don't Stop The Music" (Solitaire's More Drama Dub) – 7:38 |

## Classements et certifications
| Classement (2007)                       | Meilleure position |
| --------------------------------------- | ------------------ |
| Autriche (Ö3 Austria Top 40)            | 1                  |
| Belgique (Flandre Ultratop 50 Singles)  | 1                  |
| Belgique (Wallonie Ultratop 50 Singles) | 1                  |
| Pays-Bas (Nederlandse Top 40)           | 1                  |
| Pays-Bas (Single Top 100)               | 1                  |
| Finlande (Suomen virallinen lista)      | 3                  |
| France (SNEP)                           | 1                  |
| Allemagne (Media Control AG)            | 1                  |
| Italie (FIMI)                           | 2                  |
| Suisse (Schweizer Hitparade)            | 1                  |
| États-Unis (Dance Club Songs)           | 1                  |
| États-Unis Billboard Pop 100            | 2                  |
| Classement (2008)                       | Meilleure position |
| Australie (ARIA)                        | 1                  |
| Canada (Hot 100)                        | 2                  |
| Tchéquie (IFPI Rádio)                   | 2                  |
| Danemark (Tracklisten)                  | 4                  |
| Europe (Hot 100)                        | 1                  |
| Hongrie                                 | 1                  |
| Irlande (IRMA)                          | 6                  |
| Nouvelle-Zélande (RMNZ)                 | 3                  |
| Norvège (VG-lista)                      | 7                  |
| Slovaquie (IFPI Rádio)                  | 2                  |
| Suède (Sverigetopplistan)               | 6                  |
| Royaume-Uni (UK Singles Chart)          | 4                  |
| Royaume-Uni (UK R&B Chart)              | 1                  |
| États-Unis (Hot 100)                    | 3                  |
| Classement (2009)                       | Meilleure position |
| Espagne (PROMUSICAE)                    | 1                  |

| Classement (2007)              | Position           |
| ------------------------------ | ------------------ |
| Autriche Classement single     | 2                  |
| Classement (2008)              | Meilleure position |
| Australie (ARIA)               | 1                  |
| Canada (Hot 100)               | 2                  |
| Tchéquie (IFPI Rádio)          | 2                  |
| Danemark (Tracklisten)         | 4                  |
| Europe (Hot 100)               | 1                  |
| Hongrie                        | 1                  |
| Irlande (IRMA)                 | 6                  |
| Nouvelle-Zélande (RMNZ)        | 3                  |
| Norvège (VG-lista)             | 7                  |
| Slovaquie (IFPI Rádio)         | 2                  |
| Suède (Sverigetopplistan)      | 6                  |
| Royaume-Uni (UK Singles Chart) | 4                  |
| États-Unis (Hot 100)           | 3                  |
| Classement (2009)              | Meilleure position |
| Espagne (PROMUSICAE)           | 1                  |

| Classement (2007)                     | Position |
| ------------------------------------- | -------- |
| Autriche Classement single            | 15       |
| Belgique (Flandre) Classement single  | 14       |
| Belgique (Wallonie) Classement single | 39       |
| France Classement single              | 12       |
| Allemagne Classement single           | 12       |
| Suisse Classement single              | 10       |
| Classement (2008)                     | Position |
| Australie Classement single           | 12       |
| Belgique (Flandre) Classement single  | 4        |
| Belgique (Wallonie) Classement single | 2        |
| Allemagne Classement single           | 38       |
| Espagne Classement single             | 1        |
| Suède Classement single               | 39       |
| Suisse Classement single              | 20       |
| Royaume-Uni Classement single         | 24       |
| États-Unis Billboard Hot 100          | 17       |

| (2000–2009)                 | Position |
| --------------------------- | -------- |
| Allemagne Classement single | 12       |

| Pays             | Certifications |
| ---------------- | -------------- |
| Australie        | Platine        |
| Belgique         | Platine        |
| Brésil           | Platine        |
| Danemark         | Platine        |
| Finlande         | Or             |
| Allemagne        | Or             |
| Nouvelle-Zélande | Or             |
| Espagne          | 6 × Platine    |
| Suède            | Platine        |
| Royaume-Uni      | Or             |
| États-Unis       | 4 × Platine    |